# Mường La
Mường La là một huyện nằm ở phía bắc tỉnh Sơn La, Việt Nam.

## Địa lý
Huyện Mường La nằm ở phía bắc của tỉnh Sơn La, nằm cách thành phố Sơn La khoảng 55 km, cách trung tâm thủ đô Hà Nội khoảng 287 km, có vị trí địa lý:
- Phía đông giáp huyện Trạm Tấu, tỉnh Yên Bái
- Phía tây giáp huyện Quỳnh Nhai, huyện Thuận Châu và thành phố Sơn La
- Phía nam giáp huyện Mai Sơn và huyện Bắc Yên
- Phía bắc giáp huyện Than Uyên, tỉnh Lai Châu và huyện Mù Cang Chải, tỉnh Yên Bái.

Huyện Mường La rộng 1.407,9 km² và có 67.800 hộ gia đình.
Độ cao bình quân của huyện là 500–700 m. Trên địa bàn Mường La có nhiều dãy núi và núi cao ở phía Bắc và Đông Bắc.
Sông Đà là sông lớn nhất chảy qua huyện. Một số sông suối lớn khác là Nậm Mu, Nậm Chiến, Nậm Trai, Nậm Pàn, Nậm Pia. Khi đập thủy điện Sơn La được hoàn thành, hồ thủy điện Sơn La chiếm một phần không nhỏ diện tích toàn huyện.

## Hành chính
Huyện Mường La có 16 đơn vị hành chính cấp xã trực thuộc, bao gồm thị trấn Ít Ong (huyện lỵ) và 15 xã: Chiềng Ân, Chiềng Công, Chiềng Hoa, Chiềng Lao, Chiềng Muôn, Chiềng San, Hua Trai, Mường Bú, Mường Chùm, Mường Trai, Nậm Giôn, Nậm Păm, Ngọc Chiến, Pi Toong, Tạ Bú.

## Lịch sử
Sau năm 1945, bỏ cấp phủ, châu, gọi chung là huyện, huyện Mường La có thị trấn Chiềng Lề và 25 xã: Chiềng An, Chiềng Ân, Chiềng Cọ, Chiềng Cơi, Chiềng Công, Chiềng Đen, Chiềng Hoa, Chiềng Lao, Chiềng Muôn, Chiềng Ngần, Chiềng San, Chiềng Sàng, Chiềng Sinh, Chiềng Sung, Chiềng Xôm, Hua La, Ít Ong, Mường Bằng, Mường Bú, Mường Chùm, Mường Trai, Nậm Giôn, Ngọc Chiến, Pi Toong, Tạ Bú.
Ngày 26 tháng 10 năm 1961, tách thị trấn Chiềng Lề, xã Chiềng Cơi, bản Hò Hẹo và bản Lầu của xã Chiềng An để thành lập thị xã Sơn La (nay là thành phố Sơn La).
Ngày 25 tháng 7 năm 1978, đổi tên xã Chiềng Sàng thành xã Nậm Păm.
Ngày 3 tháng 8 năm 1978, dời huyện lỵ từ xã Chiềng An về xã Ít Ong.
Ngày 16 tháng 1 năm 1979, chia xã Mường Trai thành 2 xã: Hua Trai và Mường Trai.
Ngày 13 tháng 3 năm 1979, sáp nhập 2 xã Chiềng Sung và Mường Bằng vào huyện Mai Sơn; sáp nhập 7 xã: Chiềng An, Chiềng Xôm, Chiềng Đen, Chiềng Cọ, Chiềng Sinh, Chiềng Ngần và Hua La vào thị xã Sơn La (nay là thành phố Sơn La).
Ngày 8 tháng 1 năm 2007, Chính phủ ban hành Nghị định 03/2007/NĐ-CP, theo đó: 
- Thành lập thị trấn Ít Ong (thị trấn huyện lỵ huyện Mường La) trên cơ sở phần lớn diện tích và dân số của xã Ít Ong cùng một phần diện tích và dân số của xã Liệp Tè, huyện Thuận Châu và 2 xã Nậm Păm, Tạ Bú;
- Sáp nhâp phần diện tích và dân số còn lại của xã Ít Ong vào các xã Nậm Păm và Pi Toong.

Huyện Mường La có 1 thị trấn và 15 xã như hiện nay.

## Công trình thủy điện Sơn La
Hiện tại nơi đây có công trình thủy điện Sơn La, được coi là lớn nhất Đông Nam Á tại thị trấn Ít Ong.
Ban quản lý dự án di dân tái định cư huyện Mường La.
Ban Quản lý dự án đầu tư xây dựng huyện Mường La.

## Thắng cảnh và di tích lịch sử
- Thắng cảnh Hang Hua Bó là quần thể gồm 3 hang động thiên tạo dạng karst trong dãy núi đá vôi ở bản Nang Phai xã Mường Bú huyện Mường La [8]. Tên gọi hang theo tiếng dân tộc Thái là Thẳm Hua Bó nghĩa là"hang đầu nguồn", hoặc Nang Phai nghĩa là"góc mương phai". Hang hiện được công nhận xếp hạng di tích danh lam thắng cảnh cấp tỉnh [9].